# Alianza para el progreso (película)
 Alianza para el progreso es una película de Argentina filmada en blanco y negro dirigida por Julio Ludueña según su propio guion que fue filmada en forma clandestina en 1971. Los principales intérpretes son Roberto Carnaghi, Carlos del Burgo y Juana Demanet.

## Sinopsis
En una ciudad que ha sido bombardeada después de una guerra, un sacerdote, una obrera y un estudiante luchan contra el poder de los empresarios y de los sindicatos.

## Reparto
Colaboraron en la película los siguientes intérpretes:
- Roberto Carnaghi
- Carlos del Burgo
- Juana Demanet
- Carlota Escudero
- Ismael Ibáñez
- Mario Fogo
- Lelio Lesser
- Héctor Malamud
- Norberto Pagani
- Alicia Quintás
- Lorenzo Quinteros
- Pura Soleil
- Roberto Zabala
- Zulema Zatone
- Pachi Armas (Francisco Rivas) …Soldado

## Comentarios
Alianza para el Progreso (inglés: Alliance for Progress), fue un programa de ayuda económica, política y social de Estados Unidos para América Latina efectuado entre 1961 y 1970. A raíz de la película Ludueña fue procesado en Argentina y liberado bajo la condición de que el filme no sería exhibido públicamente en el país. El filme fue exhibido en la Quincena de los Realizadores del Festival de Cannes y la copia fue vendida con relativo éxito en Europa.
Paula Wolkowicz dice que el filme:

«muestra la persecución de un grupo de guerrilleros por parte del poder político argentino (el empresariado, la Iglesia, el Ejército) con el apoyo y la complicidad de los sectores medios y de los gobiernos extranjeros (más precisamente Estados Unidos)....De forma alegórica… se vislumbran ciertos núcleos semánticos (la familia como la institución perversa de la sociedad burguesa, la conformación de un espacio totalitario, represivo y asfixiante, el cuerpo como víctima del poder represivo) que dejan en evidencia la fuerte crítica a las instituciones, al poder político de turno y a las hipocresías de una sociedad patriarcal y autoritaria.»